# ノースアダムズ (マサチューセッツ州)
ノースアダムズ（英: North Adams）は、アメリカ合衆国マサチューセッツ州の西部、バークシャー郡に位置する都市である。ピッツフィールド大都市圏に属している。2010年の国勢調査では人口13,708 人でありマサチューセッツ州では2番目に人口が少ない都市だった。アメリカ合衆国で最大の現代美術館であるマサチューセッツ現代美術館があることで知られ、近年は観光、文化、レクリエーションの中心になってきた。

## 歴史

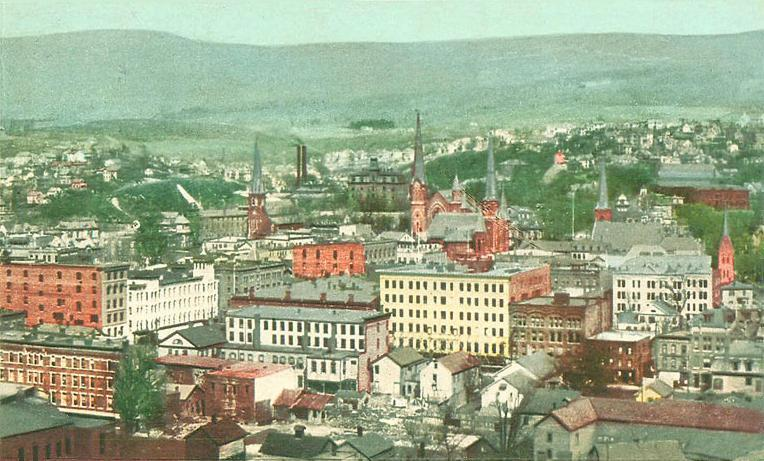
ノースアダムズの町の概観、1905年

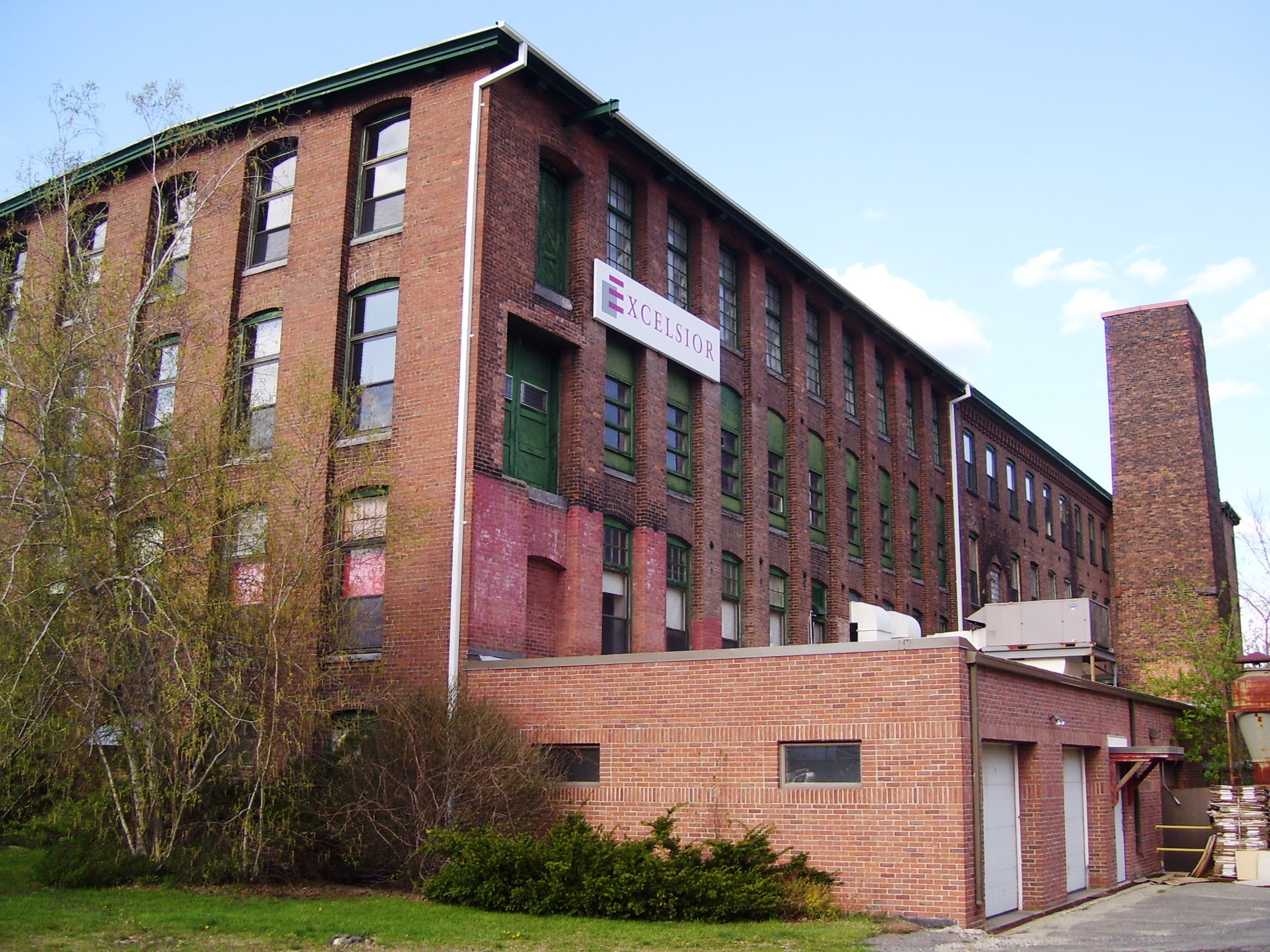
ノラドミル、2012年

ノースアダムズに初めて入植されたのはジョージ王戦争が起きていた1745年のことだった。この戦争中、カナダ人とインディアンが、現在のプライス・チョッパー・スーパーマーケット近くにあったマサチューセッツ砦を包囲した。捕虜30名がケベック市まで連れていかれ、その半数はそのまま死亡した。
ノースアダムズは1878年にアダムズから分離して法人化された。市名はアメリカ独立戦争の指導者であり、アメリカ独立宣言の署名者、マサチューセッツ州知事を務めたサミュエル・アダムズにちなんで名付けられた。
ノースアダムズの歴史の大半は工場町だった。アメリカ独立戦争より前に製造業が始まっており、それはフーシック川の2つの支流の合流点が、小さな製造業のための水力を提供したことが大きかった。1700年代後半から1800年代初期までに行われていた事業は靴製造と卸、レンガ造り、製材、家具作り、帽子製造、機械工場、工場機械の製造、大理石加工、荷車と橇の製造、鉄工があった。南北戦争の艦船USSモニターには銑鉄と装甲板を提供した。1875年に開通したフーサック・トンネル建設の本部もあった。
1860年、オリバー・アーノルド・アンド・カンパニーが布印刷のための最新装置を作った。北軍のために政府から布を収める大量の契約を貰ってその事業は繁栄した。その後の40年間、アーノルド印刷所は捺染織物で世界最大級のメーカーになった。1905年にはノースアダムズで3,200人を雇用し、最大雇用主だった。これら成功の時代があったにも拘わらず、布価格の低下と長引く世界恐慌の影響によって、会社は1942年にマーシャル通りでの操業を止め、アダムズにあった小さな設備に統合した。

### スプレーグ電機
1942年後半、スプレーグ電機会社が元の印刷工場跡を買収した。第二次世界大戦中、スプレーグの物理学者、化学者、電気技師、熟練技術者がアメリカ合衆国政府から集められ、原子爆弾を含め先進武器の重要部品の設計、製造を担当した。
スプレーグに最新式の装置があり、主要研究開発センターとなって電気と半導体材料の研究を行った。戦後、その製品はジェミニ計画月探査機を打ち上げるシステムに使われ、1966年には18,000人の町の4,137人を雇用していた。戦後から1980年代半ばまで、スプレーグは家電市場の電気部品を製造したが、海外との競争のために売り上げは下降し、1985年にマーシャル通りの操業を止めた。その閉鎖は地元経済にとって大打撃になった。失業率が拡大し、人口が減少した。

### マサチューセッツ現代美術館

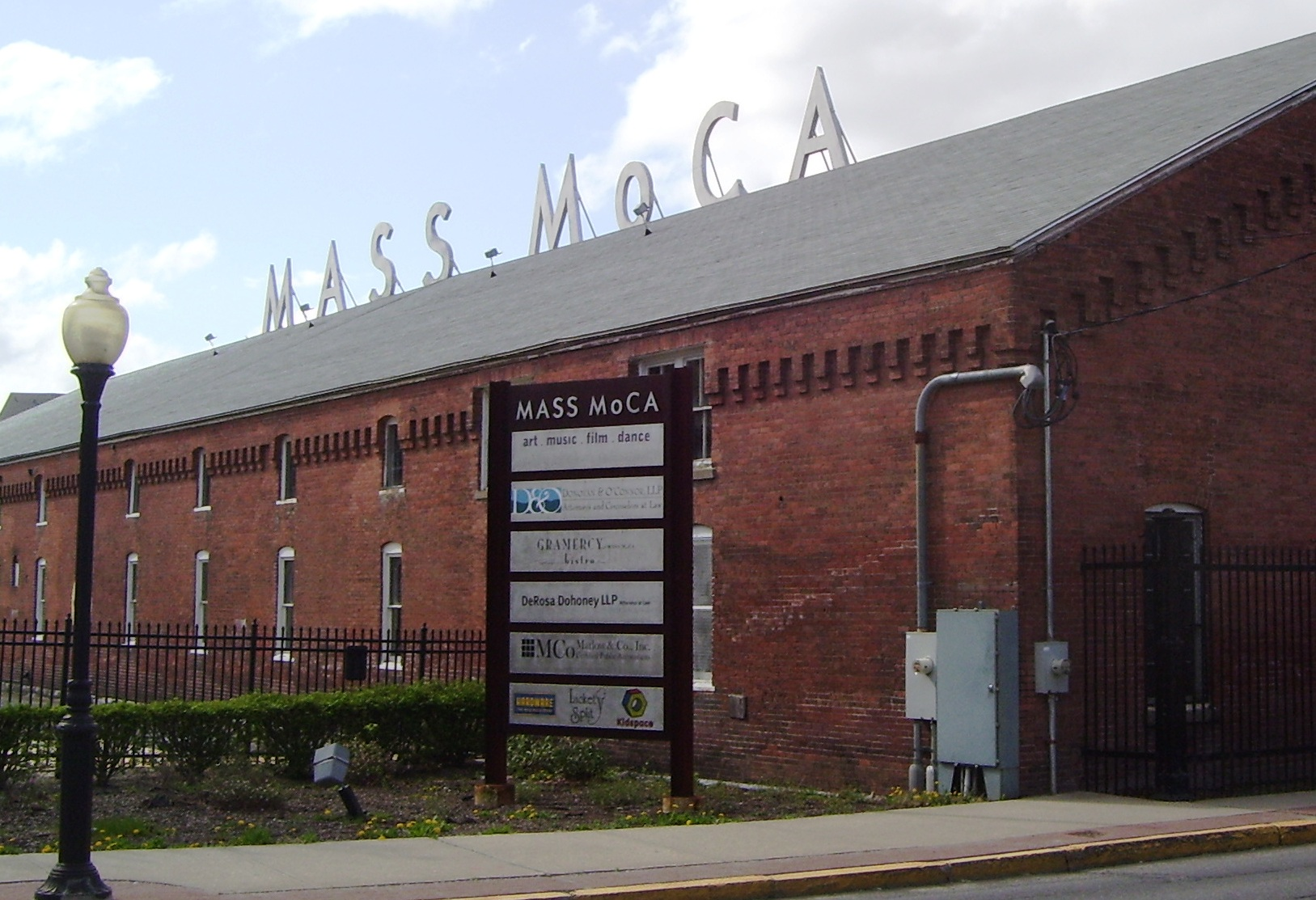
マサチューセッツ現代美術館 (MASS MoCA)、元はアーノルド印刷所、その後スピローグ電機の施設

スピローグ電機が閉鎖された後、ノースアダムズの企業と政治の指導者はその広大な施設の再利用法を追求した。ウィリアムズ大学美術館の支配人トマス・クレンズ（後のグッゲンハイム美術館支配人）が、従来の美術館には適応しない大型の現代美術の展示スペースを探していた。ノースアダムズ市長のジョン・バーレット3世（在任1984年-2009年）がマーシャル通りの広大な施設を展示できる場所として提案したときに、ノースアダムズに現代美術館を創設するアイディアが形になり始めた。
現代美術を提示し地域の他の文化施設との結びつきを発展させることに資する提案施設への支持を獲得する運動が熱心に始められた。マサチューセッツ州議会が1988年にそのプロジェクトに対する支持を表明した。その後の経済的混乱でプロジェクトにとっては脅威になっていたが、800万ドル以上の寄付を約束した地域社会と民間からの幅広い支持によって、プロジェクトは前進できた。工業に使われていたスペースの規模と多用途性を、その施設の過去と新しい生命に結び付けた提案は、国内でも最大の現代美術と芸能のセンターとして結実することになった。
このマサチューセッツ現代美術館が開館して以来、文化、レクリエーション、教育分野に基づく地域の大規模経済変革の一部になってきた。市内には新しいレストラン、現代美術ギャラリー、文化組織ができてきた。さらにかつてはシャッター通りだった地域の工場が、芸術家の生活し働くロフトとして再活性化されてきた。

## 地理

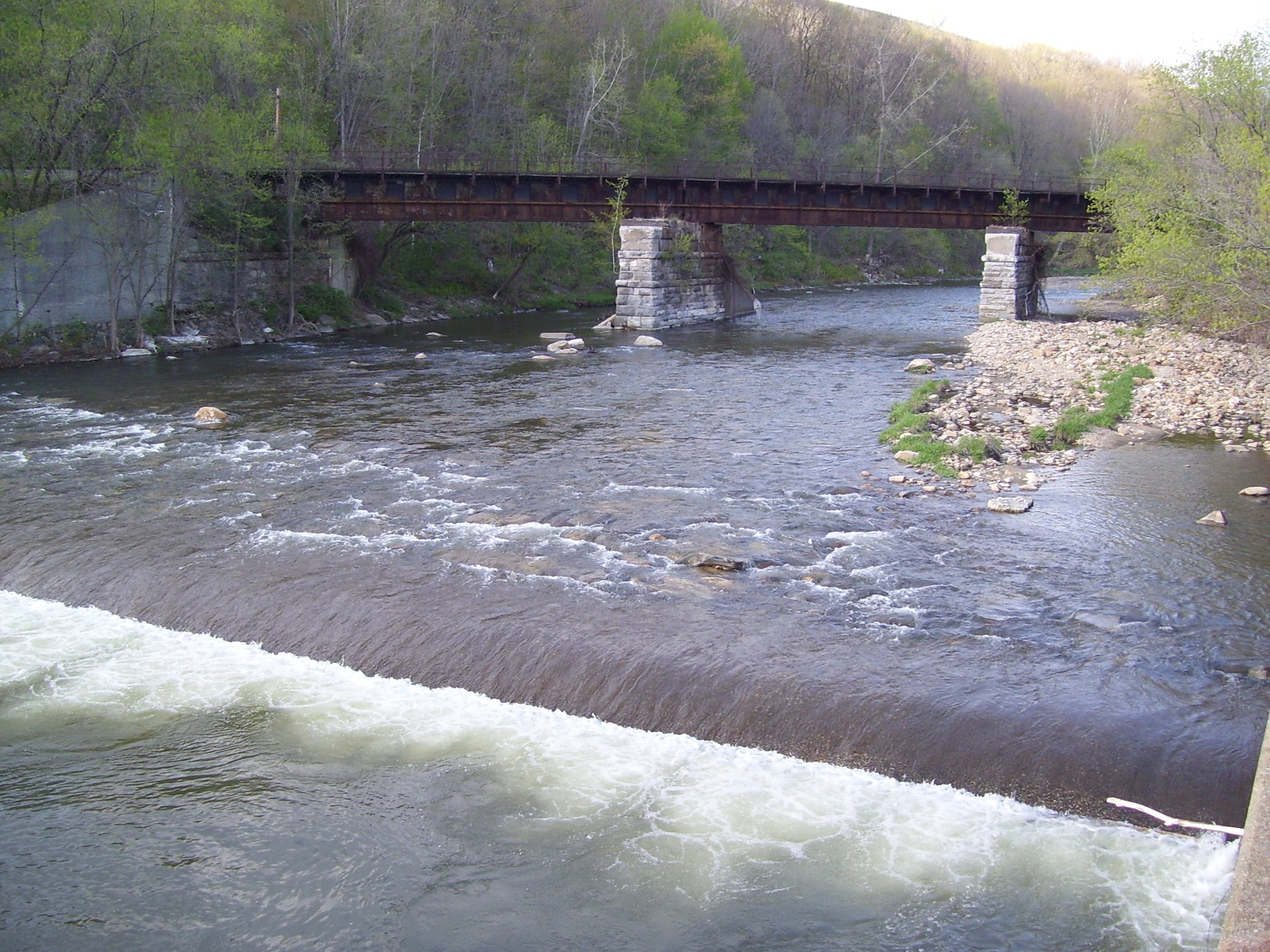
フーシック川、ノースアダムズ市内を流れ、その岸や支流の岸に建設された工場に動力を提供して、市の成長に貢献した

アメリカ合衆国国勢調査局に拠れば、市域全面積は20.6平方マイル (53.4 km2)であり、このうち陸地20.3平方マイル (52.7 km2)、水域は0.27平方マイル (0.7 km2)で水域率は1.31%である。ノースアダムズ市は北にクラークスバーグ、東にフロリダ、南にアダムズ、西にウィリアムズタウンの各町と接している。
ノースアダムズはフーシック川が造るバレーに位置している。川は洪水を防ぐために一部コンクリートで造られた壁や床ができている。市内の自然橋州立公園には北アメリカで唯一の大理石自然橋がある。紀元前11000年までに氷河の溶解によって形成されたこのアーチ橋と放棄された石切り場は、1838年のナサニエル・ホーソーンなどハイカーの注目を浴びてきた。ホーソーンはその『アメリカのノートブック』の中にその他の土地の地形とともにこの自然橋について触れている。市の東はフーサック山地の西面があり、3州地域全体に伸びるウェストサミットが見られる。南西にはグレイロック山州立保護地の北端があり、標高2,951フィート (899 m) と市内最高地点であるウィリアムズ山で終わる。アパラチアン・トレイルが市の西部を通っており、ウィリアムズ山の頂上を横切り、ウィリアムズタウンを短い区間を抜けた後に、北のバーモント州に向かう。
ノースアダムズはモホーク・トレイルの西の終端であり、急峻な曲がりくねった道路をウェストサミットに上る。このトレイルがここで終わる一方で、それと合流していたマサチューセッツ州道2号線は西のウィリアムズタウンに入り、ニューヨーク州に向かう。州道8号線も市内を通っており、南のアダムズから市内を抜けて北のクラークスバーグを繋いでいる。州道8号線代替路は8号線A-Uとも呼ばれ8号線の東を並行して走り、市域内に入っている。
バークシャー地域交通局の幾つかの路線では北の終点であり、また地域交通サービスもある。市内を通る貨物鉄道線はフーサック・トンネルを抜けて東に向かう。市内には小さな地域空港であるハリマン・アンド・ウェスト空港もある。最も近い州間高速道路は東を走る91号線であり、約1時間ドライブの距離離れている。最も近い商業空港はニューヨーク州のオールバニ国際空港である。

## 人口動態

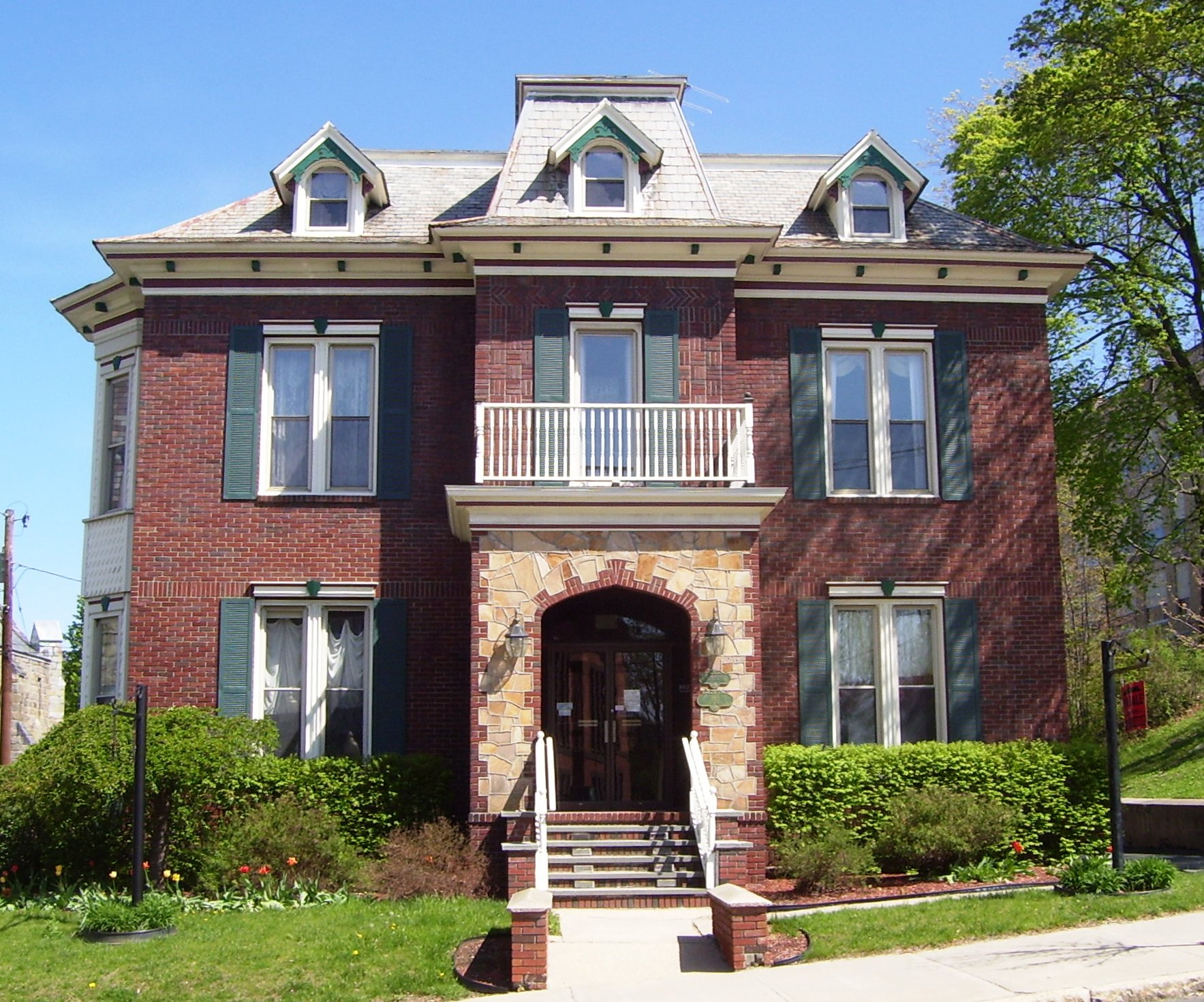
東メインストリート沿いの家屋

以下は2010年国勢調査による人口統計データである。
| 基礎データ - 人口: 13,708 人 - 世帯数: 5,652 世帯 - 家族数: 3,156 家族 - 人口密度: 257.2人/km2（665.4 人/mi2） - 住居数: 6,523 軒 - 住居密度: 122.4軒/km2（316.7 軒/mi2） 人種別人口構成 - 白人: 93.0% - アフリカン・アメリカン: 1.8% - ネイティブ・アメリカン: 0.4% - アジア人: 1.1% - 太平洋諸島系: 0.2% - その他の人種: 0.8% - 混血: 2.8% - ヒスパニック・ラテン系: 2.4% 年齢別人口構成 - 18歳未満: 21.7% - 18-24歳: 16.9% - 25-44歳: 21.4% - 45-64歳: 23.7% - 65歳以上: 16.4% - 年齢の中央値: 38歳 - 性比（女性100人あたり男性の人口） - 総人口: 91.2 - 18歳以上: 89.8 | 世帯と家族（対世帯数） - 18歳未満の子供がいる: 23.6% - 結婚・同居している夫婦: 38.4% - 未婚・離婚・死別女性が世帯主: 12.5% - 非家族世帯: 44.2% - 単身世帯: 39.7% - 65歳以上の老人1人暮らし: 15.0% - 平均構成人数 - 世帯: 2.21人 - 家族: 2.98人 収入と家計 - 収入の中央値 - 世帯: 35,020米ドル - 家族: 57,522米ドル - 人口1人あたり収入: 19,857米ドル - 貧困線以下 - 対人口: 22.3% - 対家族数: 9.0% - 18歳未満: 15.6% - 65歳以上: 11.0% |

ノースアダムズ市はバークシャー郡にある市と町32か所の中で、人口では ピッツフィールド市に次いで第2位である。

## 市政府
ノースアダムズ市は市長・市政委員会方式を採用している。市の機能として、警察、消防、公共事業がある。公共図書館はバークシャー郡北部では最大であり、地域図書館ネットワークにもアクセスできる。
州議会下院ではバークシャー第1選挙区に入っており、バークシャー郡北部とフランクリン郡の一部が含まれている。上院ではバークシャー、ハンプシャー、フランクリンの3郡を合わせた選挙区になっている。マサチューセッツ州警察のバラックB、第4駐屯所（チェシャー）の部隊がパトロールしている。
アメリカ合衆国下院ではマサチューセッツ州第1選挙区に入っており、2014年時点ではスプリングフィールド市出身のリチャード・ニール（民主党）を送り出している。
| 民主党   | 2,987 | 34.25% |
| 共和党   | 618   | 7.09%  |
| 無党派   | 5,031 | 57.69% |
| 少数政党 | 84    | 0.96%  |
| 合計     | 8,720 | 100%   |

## 教育
ノースアダムズは独自の公共教育体系を運営しており、小学校3校、中学校1校（2009年閉鎖）と高校1校があり、近隣の町からも生徒を受け入れている。その他チャールズ・H・マッカン工業高校や、私立学校、教区学校幾つかもある。
| ノースアダムズ公立学校入学者数 | ノースアダムズ公立学校入学者数 | ノースアダムズ公立学校入学者数 | ノースアダムズ公立学校入学者数 | ノースアダムズ公立学校入学者数 | ノースアダムズ公立学校入学者数 | ノースアダムズ公立学校入学者数 | ノースアダムズ公立学校入学者数 | ノースアダムズ公立学校入学者数 | ノースアダムズ公立学校入学者数 | ノースアダムズ公立学校入学者数 | ノースアダムズ公立学校入学者数 | ノースアダムズ公立学校入学者数 | ノースアダムズ公立学校入学者数 | ノースアダムズ公立学校入学者数 |
| 学校                           | 2000-2001                      | 2001-2002                      | 2002-2003                      | 2003-2004                      | 2004-2005                      | 2005-2006                      | 2006-2007                      | 2007-2008                      | 2008-2009                      | 2009-2010                      | 2010-2011                      | 2011-2012                      | 2012-2013                      | 2013-2014                      |
| ------------------------------ | ------------------------------ | ------------------------------ | ------------------------------ | ------------------------------ | ------------------------------ | ------------------------------ | ------------------------------ | ------------------------------ | ------------------------------ | ------------------------------ | ------------------------------ | ------------------------------ | ------------------------------ | ------------------------------ |
| ドルーリー高校                 | 613                            | 651                            | 608                            | 625                            | 622                            | 583                            | 593                            | 544                            | 499                            | 616                            | 578                            | 552                            | 518                            | 495                            |
| コンテ中学校                   | 526                            | 499                            | 509                            | 511                            | 475                            | 417                            | 352                            | 323                            | 318                            | N/A                            | N/A                            | N/A                            | N/A                            | N/A                            |
| ブレイトン小学校               | 499                            | 471                            | 466                            | 429                            | 400                            | 342                            | 356                            | 364                            | 336                            | 458                            | 467                            | 510                            | 511                            | 532                            |
| サリバン小学校                 | 320                            | 316                            | 311                            | 286                            | 269                            | 256                            | 253                            | 224                            | 214                            | 270                            | 265                            | 244                            | 260                            | 276                            |
| グレイロック小学校             | 237                            | 213                            | 230                            | 226                            | 231                            | 221                            | 235                            | 229                            | 225                            | 268                            | 247                            | 248                            | 236                            | 225                            |
| 合計                           | 2,195                          | 2,150                          | 2,124                          | 2,077                          | 1,997                          | 1,819                          | 1,789                          | 1,684                          | 1,592                          | 1,612                          | 1,557                          | 1,554                          | 1,525                          | 1,528                          |
| 学年当たり平均生徒数           | 156.79                         | 153.57                         | 151.71                         | 148.36                         | 142.64                         | 129.93                         | 127.79                         | 120.29                         | 113.71                         | 115.14                         | 111.21                         | 111.00                         | 108.93                         | 109.14                         |

| 北バークシャー職業地域学校地区入学者数 | 北バークシャー職業地域学校地区入学者数 | 北バークシャー職業地域学校地区入学者数 | 北バークシャー職業地域学校地区入学者数 | 北バークシャー職業地域学校地区入学者数 | 北バークシャー職業地域学校地区入学者数 | 北バークシャー職業地域学校地区入学者数 | 北バークシャー職業地域学校地区入学者数 | 北バークシャー職業地域学校地区入学者数 | 北バークシャー職業地域学校地区入学者数 | 北バークシャー職業地域学校地区入学者数 | 北バークシャー職業地域学校地区入学者数 | 北バークシャー職業地域学校地区入学者数 | 北バークシャー職業地域学校地区入学者数 | 北バークシャー職業地域学校地区入学者数 |
| 学校                                   | 2000-2001                              | 2001-2002                              | 2002-2003                              | 2003-2004                              | 2004-2005                              | 2005-2006                              | 2006-2007                              | 2007-2008                              | 2008-2009                              | 2009-2010                              | 2010-2011                              | 2011-2012                              | 2012-2013                              | 2013-2014                              |
| -------------------------------------- | -------------------------------------- | -------------------------------------- | -------------------------------------- | -------------------------------------- | -------------------------------------- | -------------------------------------- | -------------------------------------- | -------------------------------------- | -------------------------------------- | -------------------------------------- | -------------------------------------- | -------------------------------------- | -------------------------------------- | -------------------------------------- |
| チャールズ・H・マッカン工業高校        | 440                                    | 427                                    | 427                                    | 440                                    | 468                                    | 491                                    | 516                                    | 511                                    | 500                                    | 500                                    | 474                                    | 470                                    | 488                                    | 505                                    |
| 学年当たり平均生徒数                   | 110                                    | 106.75                                 | 106.75                                 | 110                                    | 117                                    | 122.75                                 | 129                                    | 127.75                                 | 125                                    | 125                                    | 118.5                                  | 117.5                                  | 122                                    | 126.25                                 |

### 元あった学校
- ジョンソン学校、就学前から5年生、1994年閉鎖
- シルビオ・O・コンテ中学校、6年生から8年生、2009年閉鎖

### 高等教育
マサチューセッツ・リベラルアーツ・カレッジは、学生数約1,980人である。人気の高い学科は、英語コミュニケーション、実業、教育、歴史、美術と芸能、心理学、社会学である。1984年にノースアダムズ師範学校として設立され、1932年に州立ノースアダムズ教育カレッジとなった。1960年、ノースアダムズ州立カレッジと改名し、経営管理と教育で専門職学位を追加した。1997年、大学名を現在の形に変更し、マサチューセッツ州立カレッジ体系の中での特殊な位置づけを反映させた。近年、地域での芸術と文化の中心として成長したことを反映し、美術と芸術管理の分野でより学術的な過程を開発し始めた。
その他に付近にある州立大学としてマサチューセッツ大学アマースト校がある。私立大学では隣接するウィリアムズタウンのウィリアムズ大学がある。

## 文化

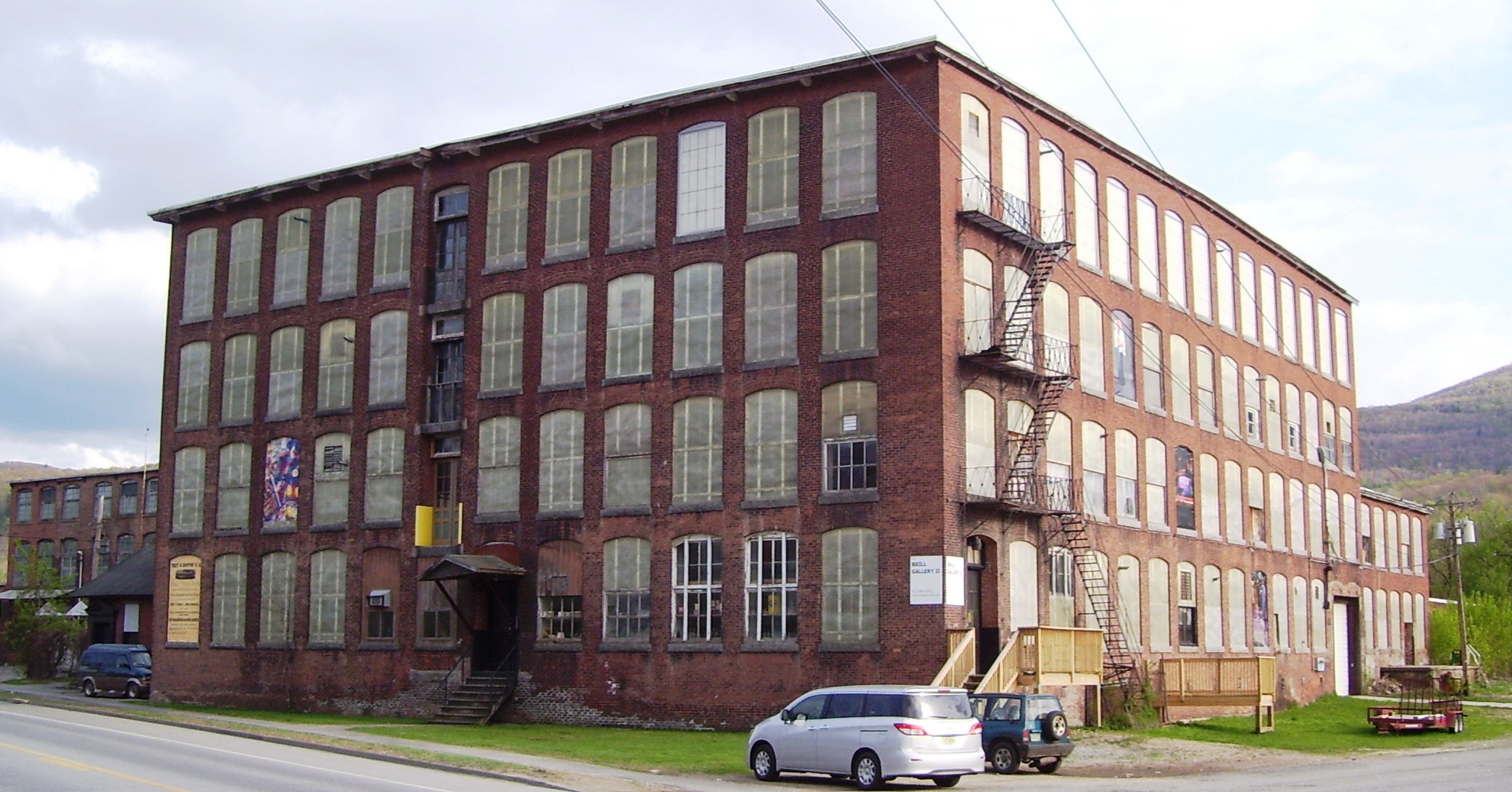
グレイロック（カリディ）ミルの窓の幾つかは画廊として使われている

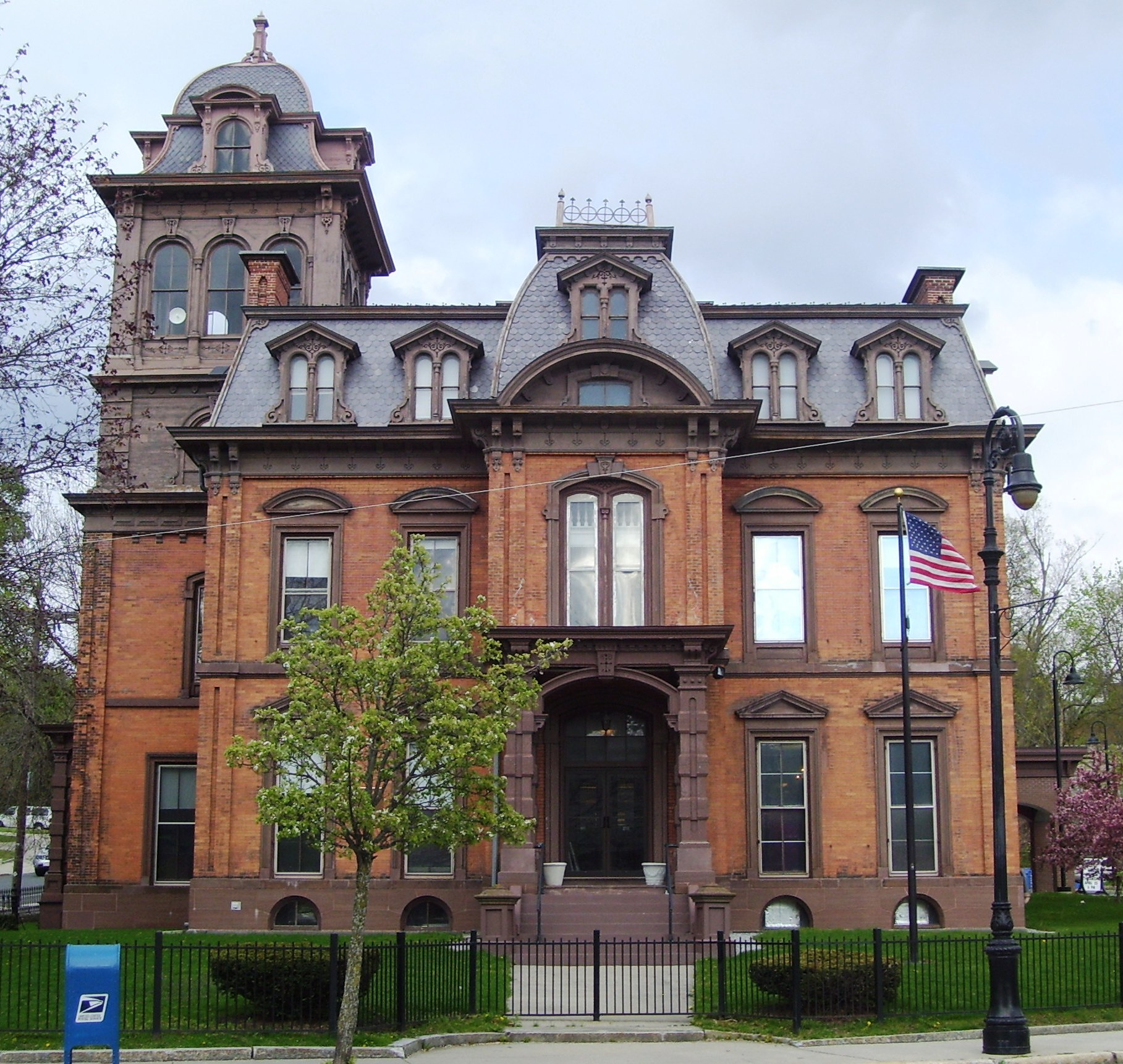
ノースアダムズ公共図書館、教会通り・カディヒル歴史地区にある

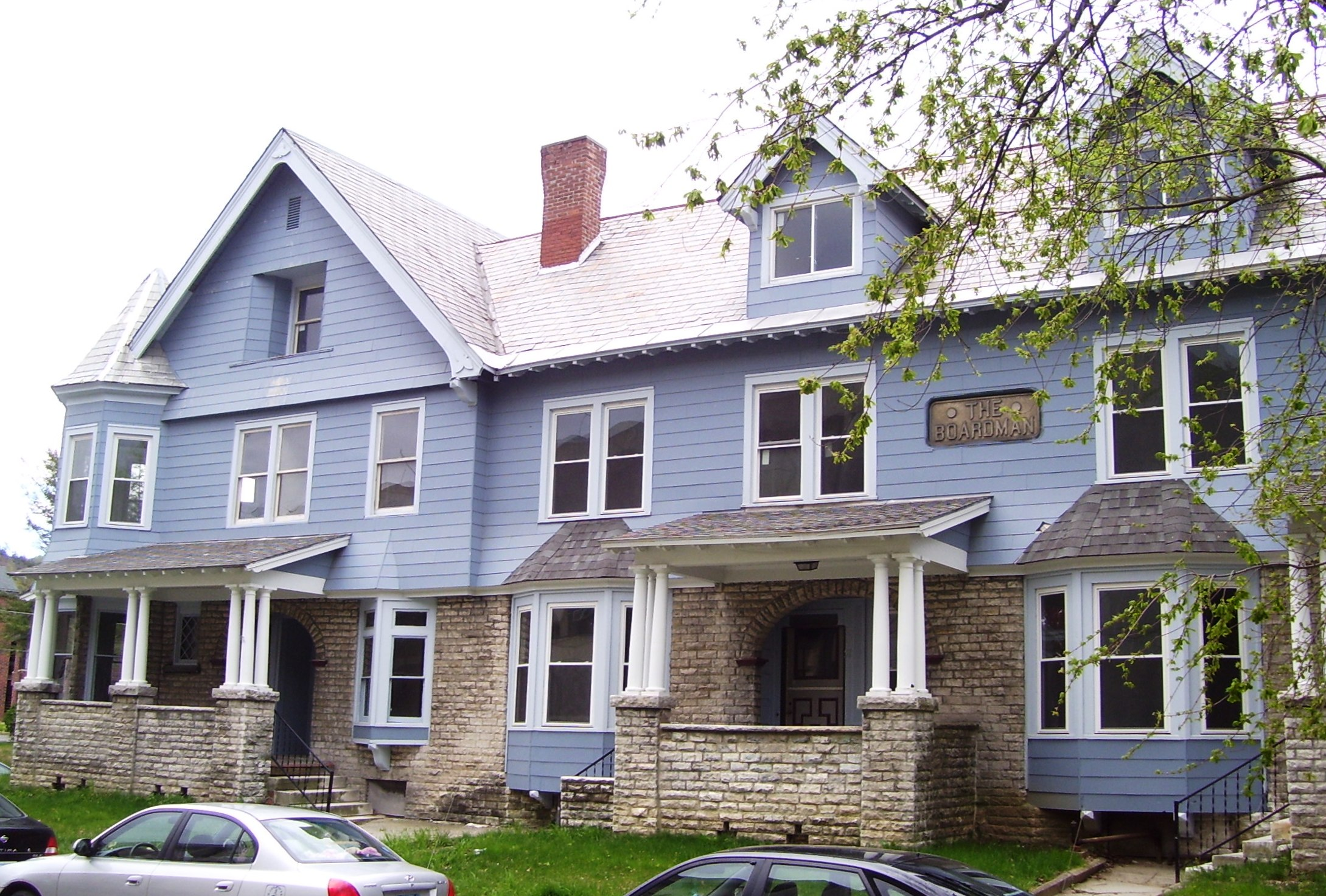
ボードマン・アパート、コロニアル復古調で1899年に建設

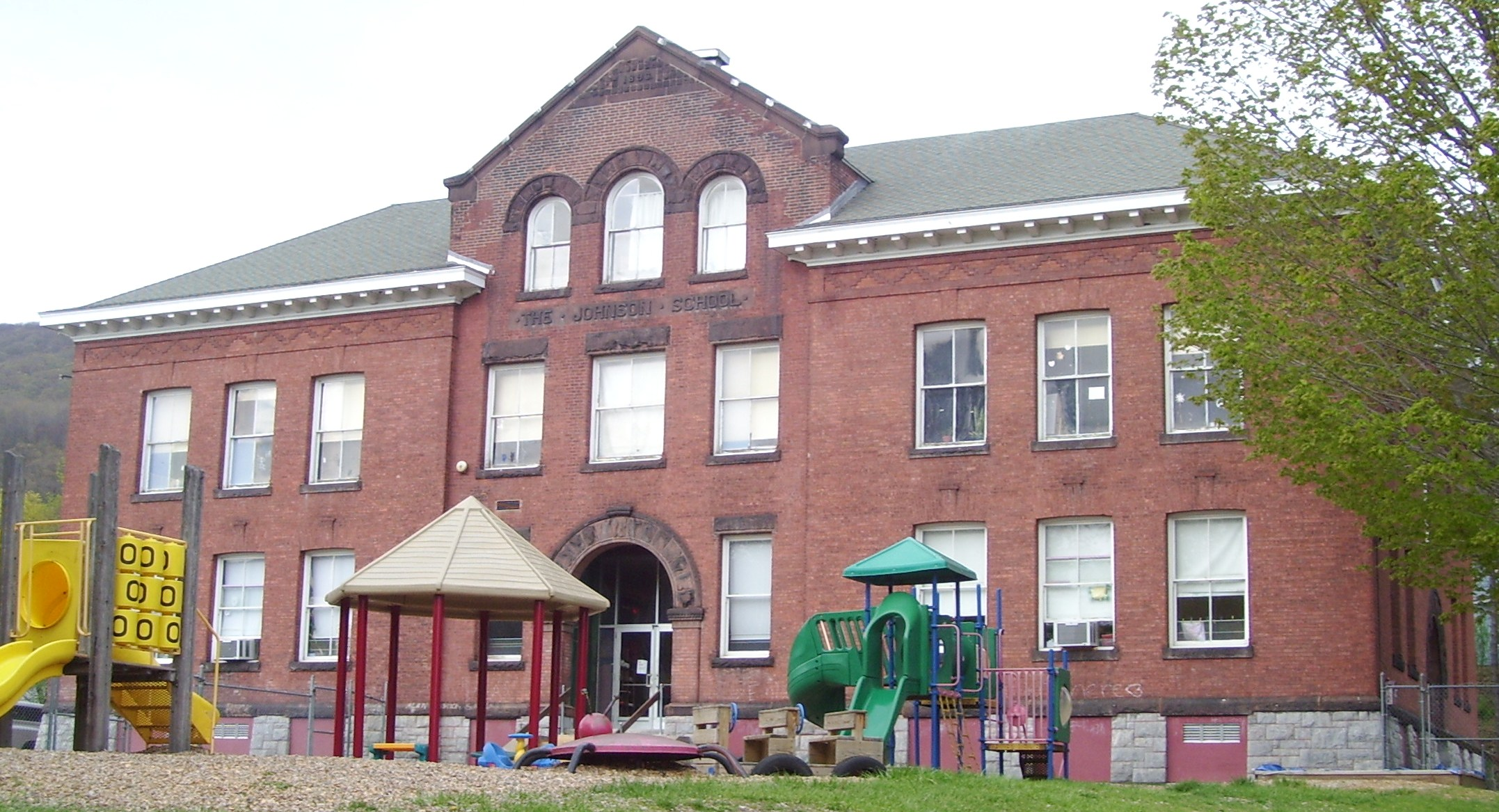
ジョンソン学校、2012年撮影

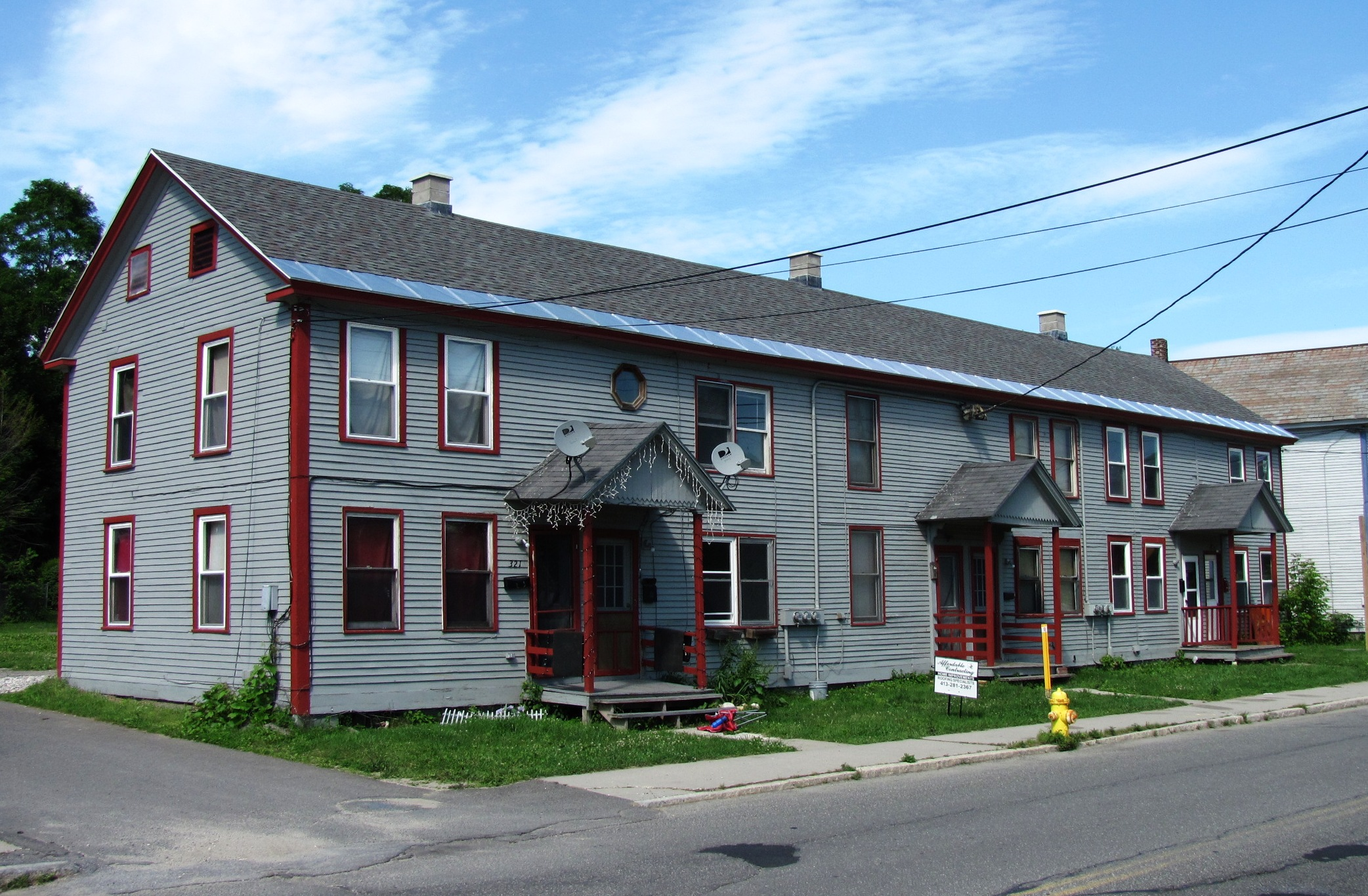
ハザウェイ・アパート、1850年建設

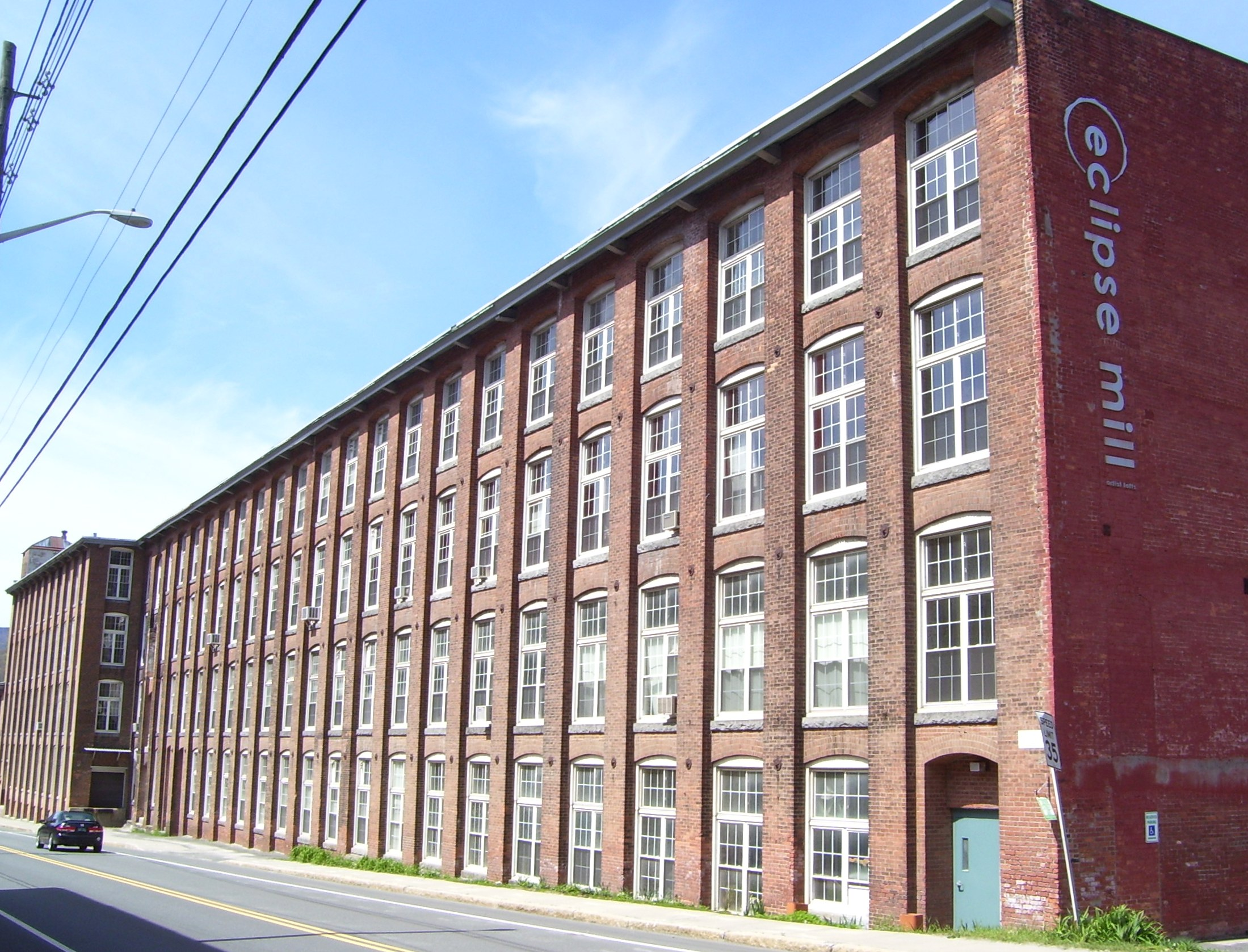
エクリプス・ミル、芸術家の生活し働くロフトに転換された

### 芸術
マサチューセッツ現代美術館があることで、市内全体に多くの画廊があり、古い工場の幾つかは芸術家の生活し働くロフトに転換された。

### スポーツ
ニューイングランド大学間野球リーグに属するノースアダムズ・スティープルキャッツが、市を本拠地にしている。球場はジョー・ウルフ・フィールドである。単一試合での観客数でリーグ記録を持っている。2006年の独立記念日（7月4日）にホルヨーク・ジャイアンツと対戦し、6,714人の観客を集めた。この試合はジャイアンツが3対2で勝った。
市では最初のプロスポーツ・チームはフェデラル・ホッケー・リーグの拡張チームであるバークシャー・バタリオンであり、2014年秋に活動を始めた。
市内には多くの競技場やレクリエーション施設があり、中心街の南にはノエル・フィールドアスレティック・コンプレックス、市の西端にはオルカムブライト・アスレティック・コンプレックスが新築された。

## 見どころと行事
見どころ
- マサチューセッツ・リベラルアーツ・カレッジ
- マサチューセッツ現代美術館
- 自然橋州立公園
- ノースアダムズ歴史科学博物館 -- ノースアダムズ歴史協会
- ウェスタン・ゲイトウェイ歴史遺産州立公園

行事
- 紅葉祭[17]
- ソリッドサウンド・フェスティバル[18]

アメリカ合衆国国家歴史登録財
| - アームストロング邸 - ビーバー・ミル - ブラッキントン歴史地区 - ボードマン - チャールズ・ブラウン邸 - 教会通り・カディヒル歴史地区 - H・W・クラーク・ビスケット会社 - クロウリー邸 - フリーマンズグローブ歴史地区 - フライトヤード歴史地区 | - ハザウェイ・アパート - ヒルサイド墓地 - フーサック・トンネル - ジョンソン・マニュファクチャリング社 - ジョンソン学校 - モニュメント広場・イーグル通り歴史地区 - ノラドミル - ウェルズ邸 - ウィンザー印刷所 |

## 著名な出身者
- ジョナ・ベイリス、メジャーリーグベースボール選手、埼玉西武ライオンズ他
- ジャック・チェスブロ（1874年–1931年）、 メジャーリーグベースボール選手、ピッツバーグ・パイレーツ他、アメリカ野球殿堂入り
- ウィリアム・ダラント 哲学者、著作家
- フランク・ヴィンセント、俳優
- ヴァン・ハンシス、俳優
- ジョン・シュワルツ、理論物理学者
- フランク・スプレイグ（1857年–1934年）、電気技師、発明家